# Nairoby Quezada
Nairoby Quezada (né le 7 novembre 1996), connu sous le pseudonyme Nairo, est un joueur professionnel de Super Smash Bros. originaire du New Jersey. Il est considéré comme un des meilleurs joueurs mondiaux de Super Smash Bros. for Wii U et de Super Smash Bros.Brawl. Il jouait Samus Sans Armure sur Wii U et Meta Knight sur Brawl,.

## Carrière
Quezada gagne en notoriété grâce à Brawl lors de l'Apex 2012, battant certains des meilleurs joueurs mondiaux et en particulier Nietono. Il termine 3ème sur plus de 400 participants. Il gagne son premier tournoi majeur au SKTAR, battant ESAM en grandes finales. À l'Apex 2013, il perd très tôt dans le bracket mais se reprend dans le Loser Bracket pour finir à la quatrième place. Il gagne ensuite l'Apex 2014, avec un miroir Meta Knight contre ZeRo. Aux côtés de Wyat "ADHD" Beekman, ils sont reconnus comme la meilleure équipe de doubles au monde, avec des victoires à l'Apex 2013 et à l'Apex 2014,,. Il est réputé pour son style de jeu offensif. 
En août 2015, Quezada rejoint la Team Liquid, et interrompt une série de 56 tournois gagnés par ZeRo aux MLG World Finals de la même année,,,,. Il est invité par The Pokémon Company et Nintendo au tournoi d'inauguration de Pokkén Tournament, aux côtés de sept autres joueurs.
Le 16 août 2016, Quezada quitte Liquid. Le 23 août 2016, il rejoint l'équipe NRG Esports et devient leur premier joueur de Super Smash Bros..
En juillet 2020, il est accusé par Zack « CaptainZack » Lauth, un ancien joueur professionnel de Smash 4, d'avoir eu des relations sexuelles avec lui en 2017, alors que ce dernier était mineur. Il l'accuse également de lui avoir versé d'importantes sommes d'argent pour garder le silence. NRG annonce son licenciement. Quezada présente ses excuses dans un communiqué. 

## Vie personnelle
Nairoby a un frère, Kelvin "Ksizzle" Quezada, qui joue aussi à Super Smash Bros..